# Dagoba (zespół muzyczny)
Dagoba – francuski zespół muzyczny wykonujący industrial, thrash oraz death metal, założony w 1997 roku w Marsylii.

## Historia
W 2001 r. Dagoba wydał swój pierwszy minialbum pod tytułem „Release the Fury”, który spotkał się z pozytywnym odbiorem wśród krytyków muzycznych. 2 lata później, w marcu 2003 r. zespół wydał swój pierwszy album studyjny, nazywając go po prostu „Dagoba”. Wkrótce potem zespół opuścił gitarzysta Stephan, w wyniku czego w zespole pozostało tylko 4 członków. 
W 2006 r. została wydana płyta pod tytułem „What Hell Is About”. Materiał zawarty na płycie charakteryzuje się ponurym klimatem, przenikliwą wszechobecną perkusją i co nowe w przypadku zespołu Dagoba – gotyckimi aranżacjami. Trasa koncertowa promująca „What Hell Is About” trwała ponad rok i objęła wspólne występy z takimi zespołami jak Metallica, Sepultura, Machine Head oraz In Flames.
Kolejny album „Face The Colossus” został wydany we wrześniu 2008 r. i nawiązywał stylistycznie do poprzedniej płyty. Dwa lata później zespół wydał płytę „Poseidon”. Klimat albumu odzwierciedlał ówczesną atmosferę w zespole. W połowie 2013 ukazał się album Dagoby „Post Mortem Nihil Est” Przed wejściem do studia w składzie zespołu nastąpiła zmiana – dotychczasowego gitarzystę Izakara zastąpił „Z”. Płyta charakteryzuje się delikatniejszą atmosferą, melodyjnymi wokalami z elementami growlu, nieustępliwą perkusją oraz w dalszym ciągu – co charakterystyczne dla Dagoby – nisko strojoną gitarą.
W maju 2015 r. powstał pierwszy polski fan club zespołu, Dagoba Polska. We wrześniu 2015 r. ukazuje się album "Tales of the Black Dawn" z dwoma wielkimi hitami "The Sunset Curse" oraz "Born Twice". Październik był miłym miesiącem dla polskich fanów zespołu, ze względu na fakt, iż Dagoba wystąpiła na 4 koncertach w Polsce, kolejno w Krakowie, Wrocławiu, Warszawie oraz Gdańsku. W maju 2016 r. w zespole ma miejsce "trzęsienie ziemi". Z kapelą pożegnali się Franky Costanza oraz "Z". W ich miejsce szeregi zespołu zasilili Nicolas Bastos (perkusja, ex-Deep in Hate,) wraz z Jean Laurent Ducroiset (gitara, ex-Xplore Yesterday).    

## Muzycy
Obecny skład zespołu
- Pierre "Shawter" Maille – wokal prowadzący, instrumenty klawiszowe (od 1997)
- Werther Ytier – gitara basowa, wokal wspierający (od 1999)
- Jean-Laurent "JL" Ducroiset – gitara, wokal wspierający (od 2016)
- Nicolas Bastos – perkusja (od 2016)

Byli członkowie zespołu
- Stephan "S.T." – gitara, wokal wspierający (1999–2002)
- Jean-Pierre "Izakar" Isnard – gitara, wokal wspierający (1999–2012)[1]
- Yves "Z" Terzibachian – gitara, wokal wspierający (2012–2016)
- Franky Costanza – perkusja (1998–2016)

## Dyskografia
- (2001) Release The Fury (EP),
- (2003) Dagoba (CD),
- (2006) What Hell Is About (CD),
- (2008) Face The Colossus (CD),
- (2010) Poseidon (CD),
- (2013) Post Mortem Nihil Est (CD),
- (2015) Tales Of The Black Dawn (CD).
- (2017) Black Nova

## Teledyski
- „Rush”,
- „Another Day”,
- „The Things Within”,
- „Yes, We Die”,
- „Black Smokers”,
- „The Great Wonder”.
- „Yes, We Die”
- „The Sunset Curse”
- „Born Twice”
- „Infinite Chase”
- „Inner Sun”
- „Stone Ocean”